# أفتون (ميزوري)
أفتون (بالإنجليزية: Affton)‏ هي إحدى المجتمعات الفردية (غير مصنفة) في ولاية ميزوري في الولايات المتحدة الأمريكية. أسسها مهاجرون ألمان.  يقطنها 20535 نسمة و5655 عائلة حسب تعداد الولايات المتحدة لسنة 2000.

## التركيبة السكانية
حدّد مكتب تعداد الولايات المتحدة بيانات التركيبة السكانية لأفتون في تعداد الولايات المتحدة. في ما يلي، التركيبة السكانية حسب تعدادي 2000 و2010.

### تعداد عام 2000
بلغ عدد سكان أفتون 20,535 نسمة بحسب تعداد عام 2000، وبلغ عدد الأسر 8,892 أسرة وعدد العائلات 5,653 عائلة مقيمة في المنطقة السكنية. في حين سجلت الكثافة السكانية 1,725.6 نسمة لكل كيلومتر مربع (4,469.3/ميل2). وبلغ عدد الوحدات السكنية 9,128 وحدة بمتوسط كثافة قدره 767.1 لكل كيلومتر مربع (1,986.8/ميل2).
وتوزع التركيب العرقي للمنطقة السكنية بنسبة 96.62% من البيض و0.46% من الأمريكيين الأفارقة و0.19% من الأمريكيين الأصليين و1.30% من الأمريكيين ذوي الأصول الآسيوية و0.03% من سكان جزر المحيط الهادئ و0.28% من الأعراق الأخرى و1.13% من عرقين مختلطين أو أكثر و1.01% من الهسبانيون أو اللاتينيون من أي عرق.
بلغ عدد الأسر 8,892 أسرة كانت نسبة 28.4% منها لديها أطفال تحت سن الثامنة عشر تعيش معهم، وبلغت نسبة الأزواج القاطنين مع بعضهم البعض 51.1% من أصل المجموع الكلي للأسر، ونسبة 9.5% من الأسر كان لديها معيلات من الإناث دون وجود شريك،  بينما كانت نسبة 2.9% من الأسر لديها معيلون من الذكور دون وجود شريكة وكانت نسبة 36.4% من غير العائلات. تألفت نسبة 31.9% من أصل جميع الأسر من عدة أفراد يعيشون في نفس المنزل ونسبة 14% كانت تتألف من شخص يعيش بمفرده يبلغ من العمر 65 عاماً أو أكثر. وبلغ متوسط حجم الأسرة المعيشية 2.31، أما متوسط حجم العائلات فبلغ 2.93.
بلغ العمر الوسطي للسكان 39.9 عاماً. وكانت نسبة 21.9% من القاطنين تحت سن الثامنة عشر، وكانت نسبة 6.9% بين الثامنة عشر والرابعة والعشرين عاماً، ونسبة 30.2% كانت واقعةً في الفئة العمرية ما بين الخامسة والعشرين والرابعة والأربعين عاماً، ونسبة 21.3% كانت ما بين الخامسة والأربعين والرابعة والستين، ونسبة 19.5% كانت ضمن فئة الخامسة والستين عاماً فما فوق. يوجد لكل 100 أنثى 89.1 ذكر، ويوجد لكل 100 أنثى في الثامنة عشر من عمرها فما فوق 85.0 ذكر.
بلغ متوسط دخل الأسرة في المنطقة السكنية 43,278 دولارًا، أما متوسط دخل العائلة فبلغ 54,724 دولارًا. وكان متوسط دخل الذكور 38,084 دولارًا مقابل 28,313 دولارًا للإناث. وسجل دخل الفرد الخاص بالمنطقة السكنية 22,060 دولارًا. وكانت نسبة 2.2% من العائلات ونسبة 3.6% من السكان تحت خط الفقر، وكان من هؤلاء نسبة 4.3% تحت سن الثامنة عشر ونسبة 4.2% في الخامسة والستين من العمر وما فوق.

### تعداد عام 2010
بلغ عدد سكان أفتون 20,307 نسمة بحسب تعداد عام 2010، وبلغ عدد الأسر 8,838 أسرة وعدد العائلات 5,419 عائلة مقيمة في المنطقة السكنية. في حين سجلت الكثافة السكانية 1,706.5 نسمة لكل كيلومتر مربع (4,419.8/ميل2). وبلغ عدد الوحدات السكنية 9,347 وحدة بمتوسط كثافة قدره 785.5 لكل كيلومتر مربع (2,034.4/ميل2).
وتوزع التركيب العرقي للمنطقة السكنية بنسبة 94.37% من البيض و1.69% من الأمريكيين الأفارقة و0.16% من الأمريكيين الأصليين و2.05% من الأمريكيين ذوي الأصول الآسيوية و0.01% من سكان جزر المحيط الهادئ و0.35% من الأعراق الأخرى و1.37% من عرقين مختلطين أو أكثر و2.06% من الهسبانيون أو اللاتينيون من أي عرق.
بلغ عدد الأسر 8,838 أسرة كانت نسبة 26.8% منها لديها أطفال تحت سن الثامنة عشر تعيش معهم، وبلغت نسبة الأزواج القاطنين مع بعضهم البعض 46.2% من أصل المجموع الكلي للأسر، ونسبة 10.7% من الأسر كان لديها معيلات من الإناث دون وجود شريك،  بينما كانت نسبة 4.3% من الأسر لديها معيلون من الذكور دون وجود شريكة وكانت نسبة 38.7% من غير العائلات. تألفت نسبة 32.5% من أصل جميع الأسر من عدة أفراد يعيشون في نفس المنزل ونسبة 12.4% كانت تتألف من شخص يعيش بمفرده يبلغ من العمر 65 عاماً أو أكثر. وبلغ متوسط حجم الأسرة المعيشية 2.30، أما متوسط حجم العائلات فبلغ 2.94.
بلغ العمر الوسطي للسكان 41.0 عاماً. وكانت نسبة 19.9% من القاطنين تحت سن الثامنة عشر، وكانت نسبة 8.4% بين الثامنة عشر والرابعة والعشرين عاماً، ونسبة 26.8% كانت واقعةً في الفئة العمرية ما بين الخامسة والعشرين والرابعة والأربعين عاماً، ونسبة 28.8% كانت ما بين الخامسة والأربعين والرابعة والستين، ونسبة 16.1% كانت ضمن فئة الخامسة والستين عاماً فما فوق. وتوزع التركيب الجنسي للسكان بنسبة 48% ذكور و52% إناث.

## أعلام
- إد ألبرشت